# No Waves
No Waves é o segundo álbum da banda portuguesa Micro Audio Waves.  O álbum foi apresentado no Festival Sónar de Barcelona e teve honras de transmissão na BBC Radio 1 e foi considerado pelo famoso radialista britânico John Peel, um dos melhores discos do mês de Julho da estação inglesa. Ganhou o Qwartz Electronic Music Awards em Paris (melhor álbum e melhor videoclip).

## Faixas
1. white beard birds
2. le loupie
3. fully connected
4. al pacino
5. serge au sushi
6. waltman
7. adam (you big bang maker)
8. 2 front doors
9. sold out
10. don't close my windows
11. escape from Albania
12. Saturday evening
13. (too many) lights
14. dogs pitch
15. after hour

## Créditos
- Flak
- Carlos Morgado
- Cláudia Efe (voz)